# Guillaumes
Guillaumes – miejscowość i gmina we Francji, w regionie Prowansja-Alpy-Lazurowe Wybrzeże, w departamencie Alpy Nadmorskie.
Według danych na rok 1990 gminę zamieszkiwały 533 osoby, a gęstość zaludnienia wynosiła 6 osób/km² (wśród 963 gmin regionu Prowansja-Alpy-W. Lazurowe Guillaumes plasuje się na 473. miejscu pod względem liczby ludności, natomiast pod względem powierzchni na miejscu 52.).